# Костёл Климента Римского
Костел священномученика Климента Римского — недействующий католический храм в Севастополе, построенный в 1911 году. В советское время превращён в кинотеатр «Дружба». В мае 2018 года возвращён католической общине, предстоит реставрация здания.

## История
Впервые строительство католического храма в Севастополе планировалось ещё в середине XIX века, но планам помешала Крымская война. В 1871 году в городе была основана католическая часовня во имя Непорочного Зачатия Божией Матери. В 1884 году на место председателя строительства церкви заступил Скирмунт Казимир Александрович, сосланный сюда за участие в восстании Константина Калиновского. С 1896 года католическая община арендовала для богослужений частный дом, который не позволял вместить всех прихожан.

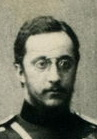
Штабс-капитан Н. И. Третесский после выпуска из Николаевской инженерной академии, около 1898 года

В 1898 году община верующих подала прошение на разрешение строительства храма. Через два года министерство внутренних дел такое разрешение выдало. Землю для строительства храма пожертвовал мещанин Ю. Каминский. Строительство началось лишь в мае 1905 года, по проекту военного инженера Н. И. Третесского, который выиграл конкурс.
Проектом предусматривался храм в стиле английской готики, со стрельчатыми формами и вертикалями в виде остроконечных шпилей. Храм был трехнефный с цокольным этажом. Над центральным нефом должен был быть высокий шпиль с крестом. Многочисленные стрельчатые окна и розетки должны были быть украшенными цветными витражами, а по боковым створкам главного фасада устанавливались статуи святых.
Однако из-за нехватки средств проект был воплощен не полностью. В частности, шпиль получил меньшую высоту, чем было предусмотрено. Строительство завершилось в 1911 году.
После революции 1917 года костёл остался без многих верующих, которые эмигрировали из Крыма, однако продолжал действовать. Закрыт по решению советской власти в 1936 году. Настоятель Матвей Гудайтис был обвинен в «шпионаже», арестован НКВД и расстрелян.
В 1958 году костёл был переделан под кинотеатр «Дружба». Для этого перед главным входом пристроили двухэтажный бетонно-стеклянный куб, что исказило первоначальный готический вид центрального фасада.
После распада СССР в Севастополе была создана католическая община св. Климента, которая ожидала возвращения храма согласно приказу президента от 4 марта 1992 «О мерах по возвращению религиозным организациям культового имущества». Однако городской совет, который имеет право распоряжения зданием (находится в коммунальной собственности), много лет отказывался вернуть церковное здание. Католическая община хотела отреставрировать и достроить здание за собственные средства, в частности, возвести высокий шпиль, как это было предусмотрено первоначальным проектом начала XX века.
В ноябре 2008 года в помещении костёла состоялась литургия. Но это был единственный случай в современной истории храма.
С 2010 года кинотеатр «Дружба» не работал, здание храма стояло закрытым и постепенно приходило в упадок.
В 2011 году новый глава Севастополя Владимир Яцуба предлагал вернуть костёл верующим. Но тогда городской совет в очередной раз не поддержал такое решение. В 2013 году высшая власть страны пыталась содействовать возвращению костёла в рамках празднования 1025-летия крещения Руси. Однако и тогда храм не был возвращен.
В мае 2018 года невзирая на протесты большинства севастопольцев было принято решение о возвращении недействующего здания католической общине.
18 ноября 2018 года в храме прошла первая месса после его возвращения католикам, но по состоянию на 2025 год здание стоит в заброшенном состоянии.

## Галерея

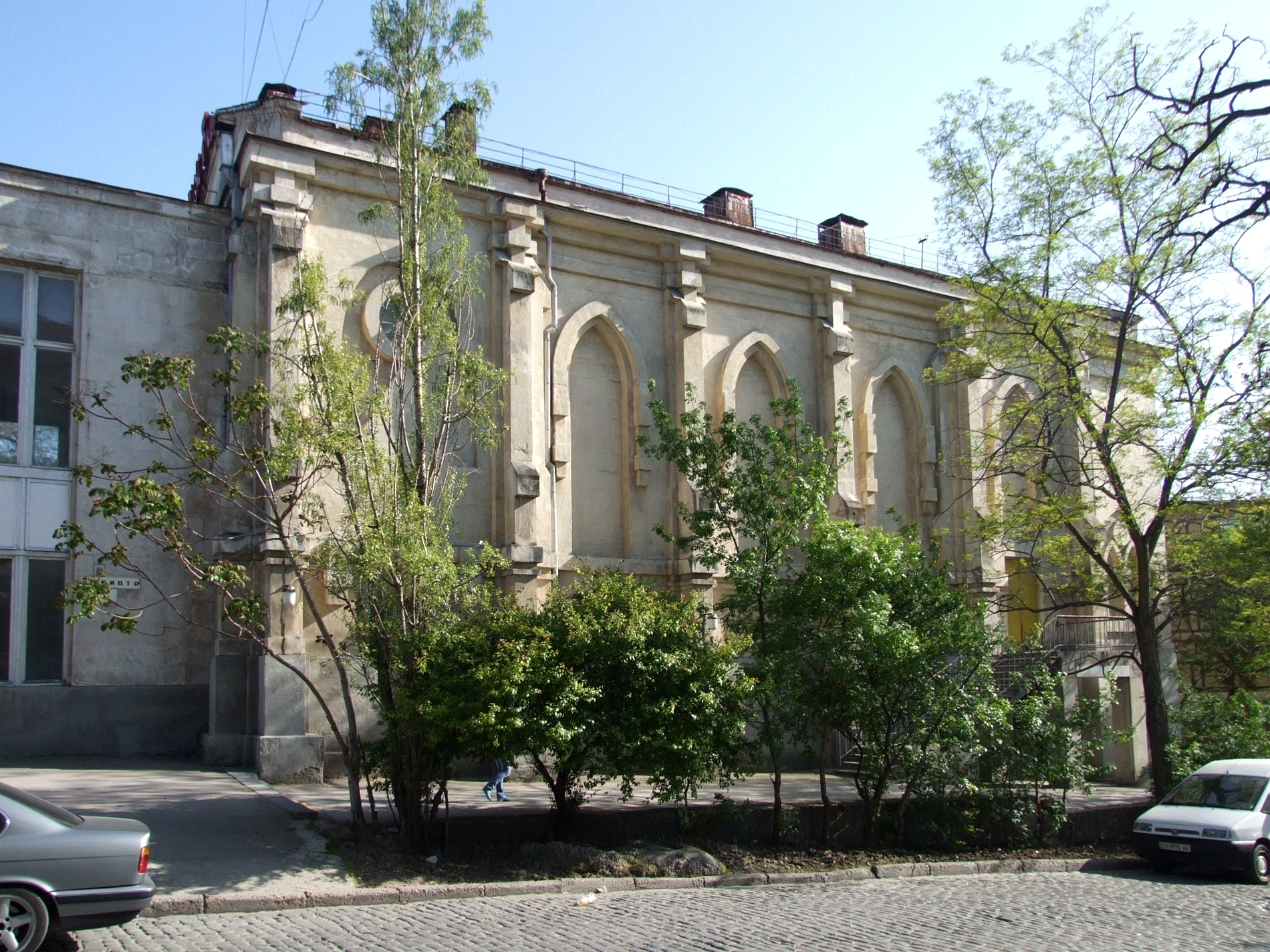
Боковой фасад сохранил почти первоначальный вид (заложенные камнем арки раньше были окнами)
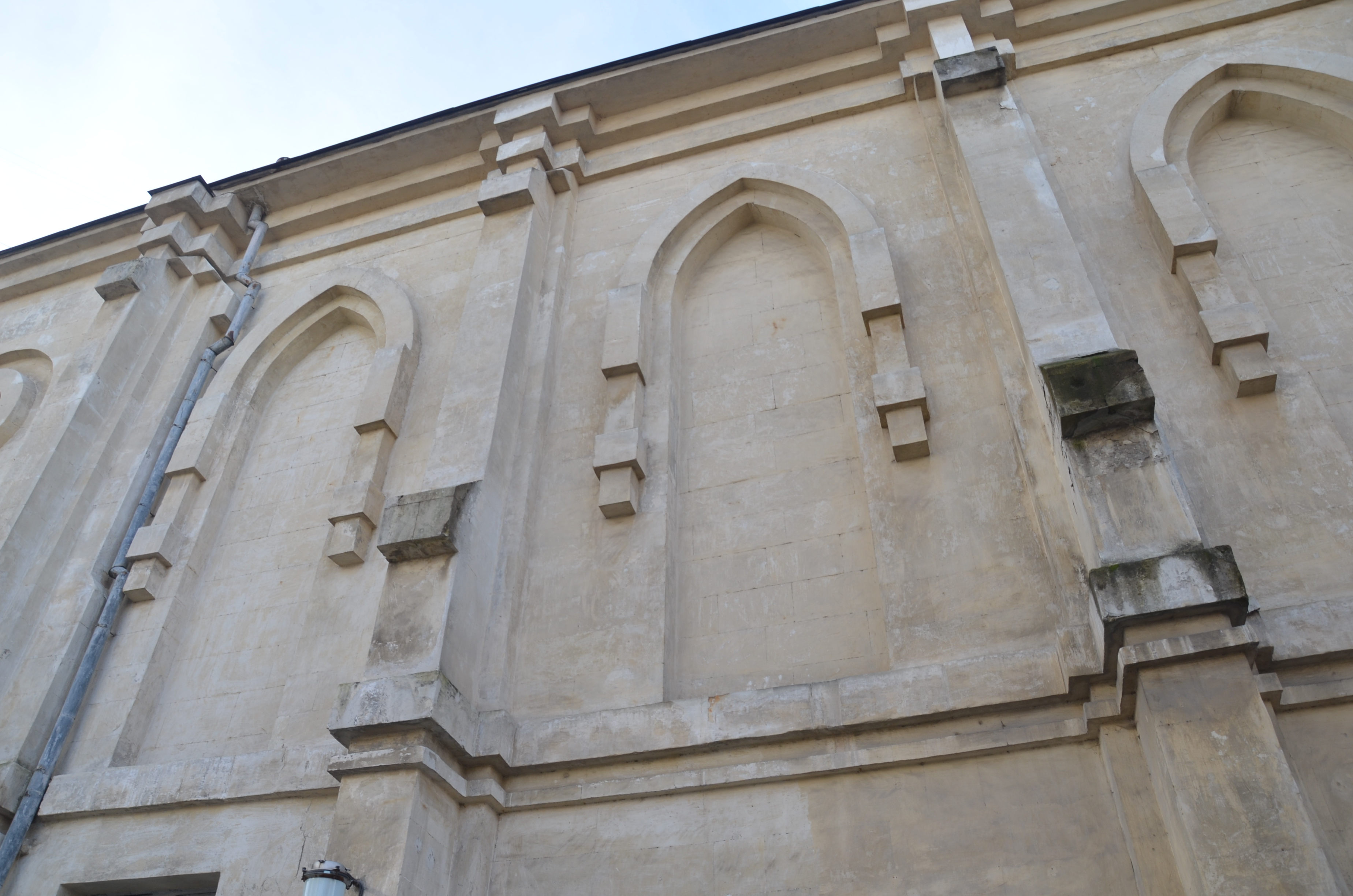
Контрфорсы и стрельчатые арки выдают готическую постройку
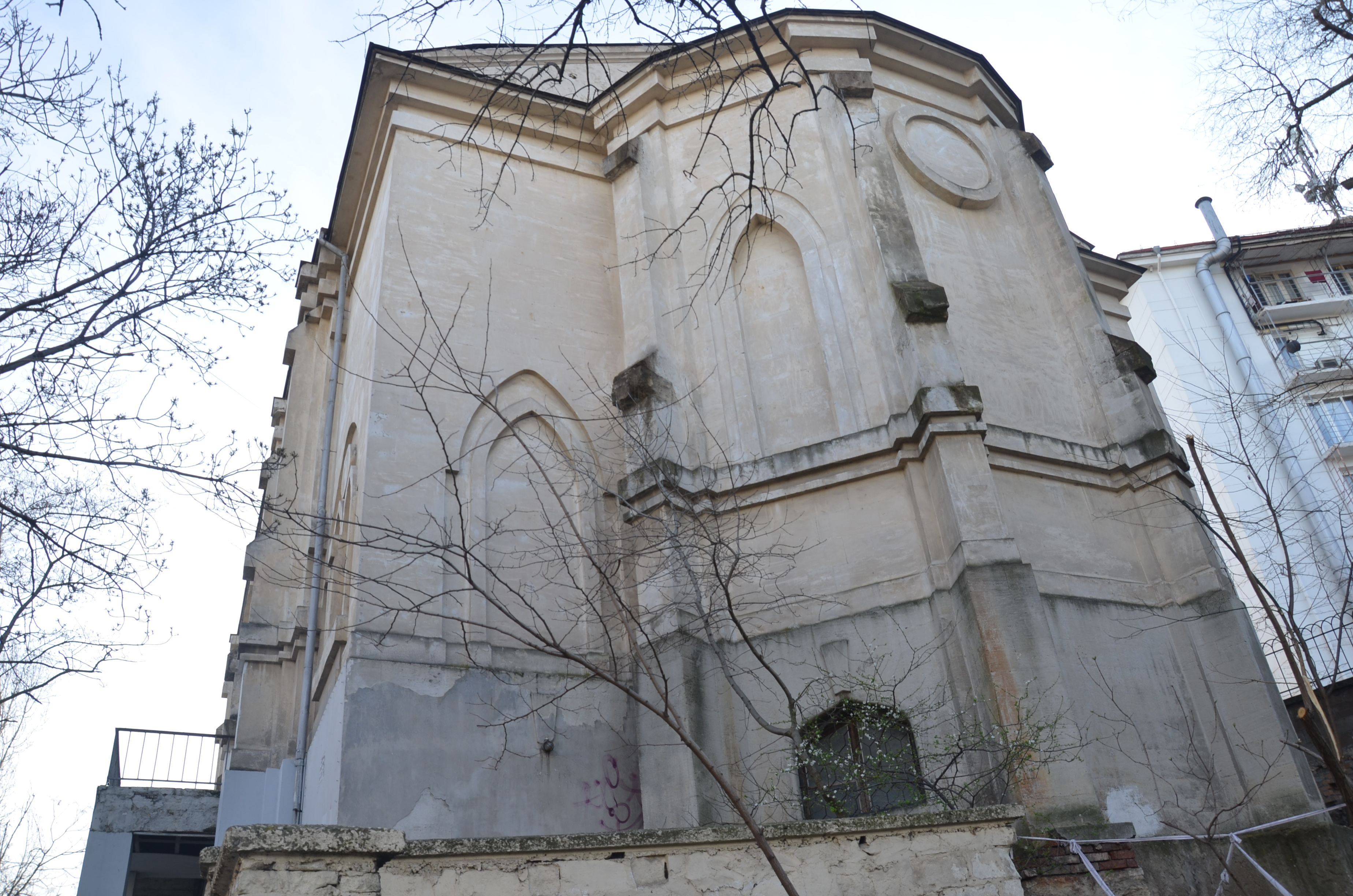
Алтарь